# イイ天気
「イイ天気」（いいてんき）は、ASKAの楽曲。配信シングルとして、2018年6月25日に配信された。配信元はDADAレーベル。

## 背景
ASKAが2018年3月から8月まで実施した毎月1回の楽曲配信シリーズ、第4弾の作品である。

## 収録曲
1. イイ天気 (4:55)
（作詞・作曲・編曲：ASKA）
「FUKUOKA」以来、約2年ぶりに、アコースティックギターで作曲を行っている[2]。
「古い自分と戦えって　コテ・メン・ドウ　そしてスキ」という剣道に因んだ歌詞が入っているが、「スキ」は、「突き」の言葉遊びである[3]。

## 参加ミュージシャン
- Guitar：鈴川真樹
- Programming：鈴川真樹、藤山祥太

## 収録アルバム
- Breath of Bless